# برنارد غوردون
برنارد غوردون (بالإنجليزية: Bernard Gordon)‏ هو كاتب سيناريو أمريكي، ولد في 29 أكتوبر 1918 في نيو بريتن في الولايات المتحدة، وتوفي في 11 مايو 2007 في هوليوود في الولايات المتحدة.

## وصلات خارجية
- برنارد غوردون على موقع IMDb (الإنجليزية)
- برنارد غوردون على موقع قاعدة بيانات الفيلم (الإنجليزية)